# Lischanahütte
Die Lischanahütte (rätoromanisch im Idiom Vallader Chamonna Lischanaⓘ) ist eine Berghütte der Sektion Engiadina Bassa des Schweizer Alpen-Clubs (SAC). Sie liegt im Kanton Graubünden in der Schweiz auf einem Felskopf im Val Lischana südlich von Scuol auf einer Höhe von 2500 m ü. M. am Fuss des Piz Lischana. Die Hütte kann 49 Gäste in 8 Zimmern mit je zwischen 4 und 11 Schlafplätzen beherbergen und ist in der Sommersaison von Ende Juni bis maximal Mitte Oktober bewartet. 

## Geschichte
Die Lischanahütte wurde 1926 von der Sektion Engiadina Bassa des SAC erbaut, 1983 umgebaut, und 2003 modernisiert und erweitert. Sie bezieht Oberflächenwasser, das in einem Wassertank zwischengespeichert wird, von einem kleinen Gletscher oberhalb der Hütte. Die hochmoderne Toilettenanlage funktioniert ohne Spülwasser und Chemikalien. Der Strom für das elektrische Licht wird mittels Solaranlagen erzeugt.

## Zustiege
- Von San Jon (Bushaltestelle, kostenlose Parkplätze) in 3 Stunden. Schwierigkeit auf der SAC-Wanderskala T2.
- Von Scuol (Talort) in 4 Stunden. Schwierigkeit T2.
- Von S-charl (Bushaltestelle, gebührenpflichtige Parkplätze) über Alp Sesvenna, Fora da l'Aua, Lajet da Lischana und Fuorcla da Rims in 5½ Stunden. Schwierigkeit T4, Markierung Blau-Weiss.

## Tourenmöglichkeiten
Das Gebiet eröffnet vielfältige Möglichkeiten v. a. für ausgedehnte, technisch eher leichte Wandertouren. Im Winter herrscht im Val Lischana sehr grosse Lawinengefahr.
- Nach S-charl über Fuorcla da Rims, Lajet da Lischana, Fora da l'Aua und Alp Sesvenna in 4½ Stunden. Schwierigkeit T4, der Weg ist weiss-blau-weiss als Alpine Route markiert.
- Nach Sur En (Bushaltestelle) über die Fuorcla da Rims (2954 m), das Plateau der Rims-Seen und den in die Felsen gehauenen Schluchtweg durch das Val d’Uina in 6 Stunden. Schwierigkeit T3.
- Zur Sesvennahütte des AVS in Südtirol über Fuorcla da Rims, Alp Sursass und Schlinigpass in 4½ Stunden. Schwierigkeit T3-.

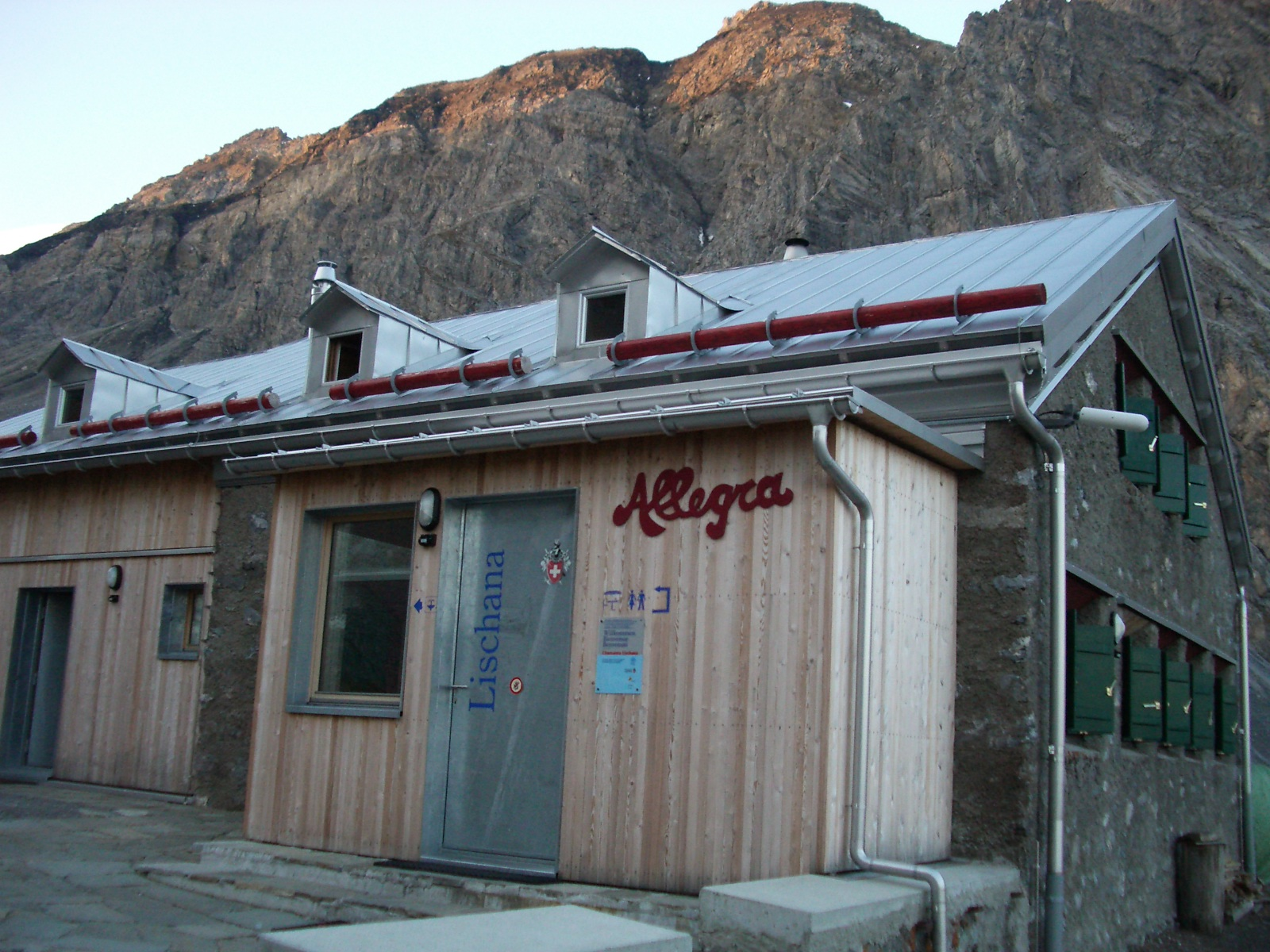
Eingang der Lischanahütte
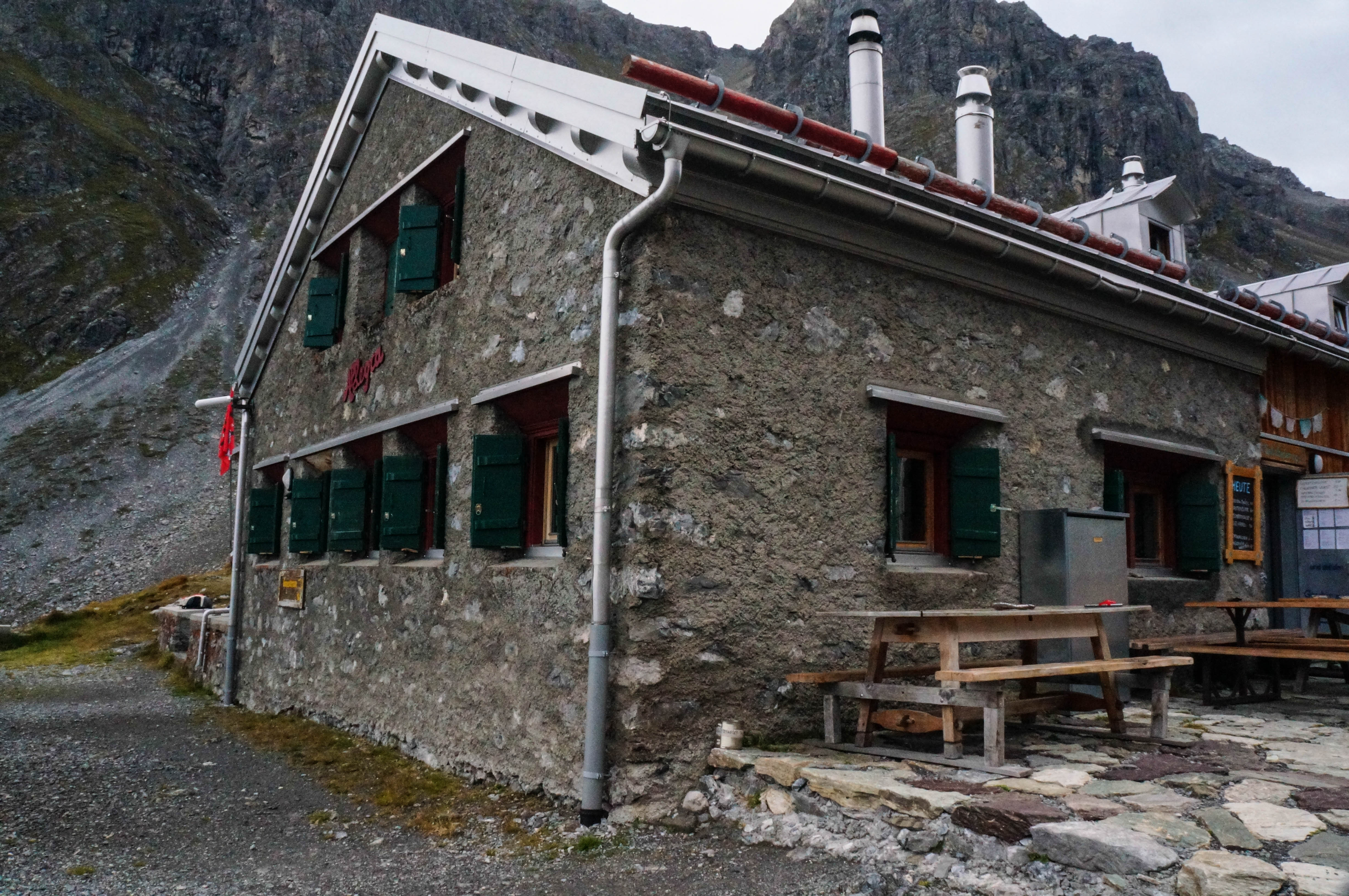
Westseite (Alter Teil)
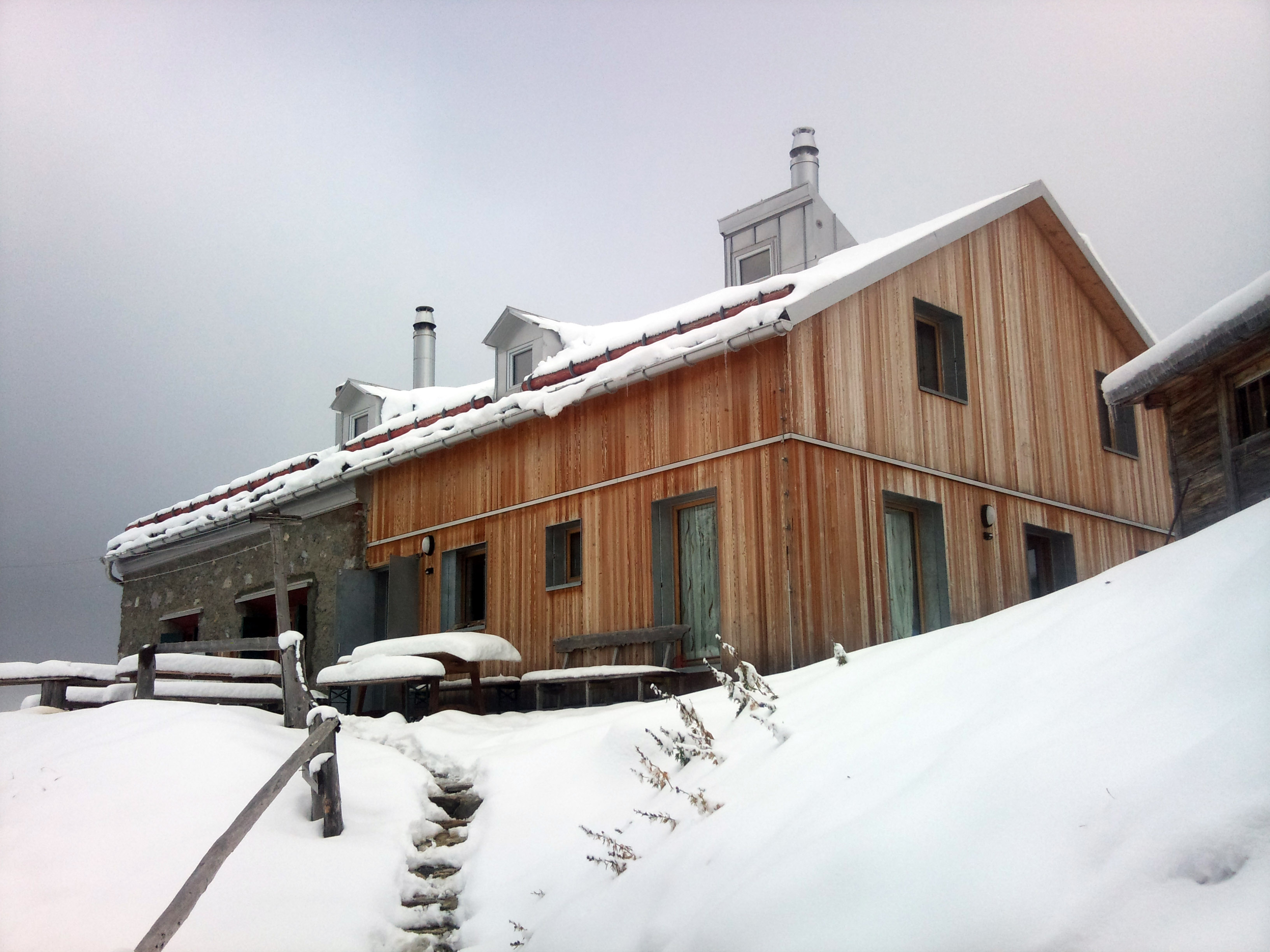
Südseite
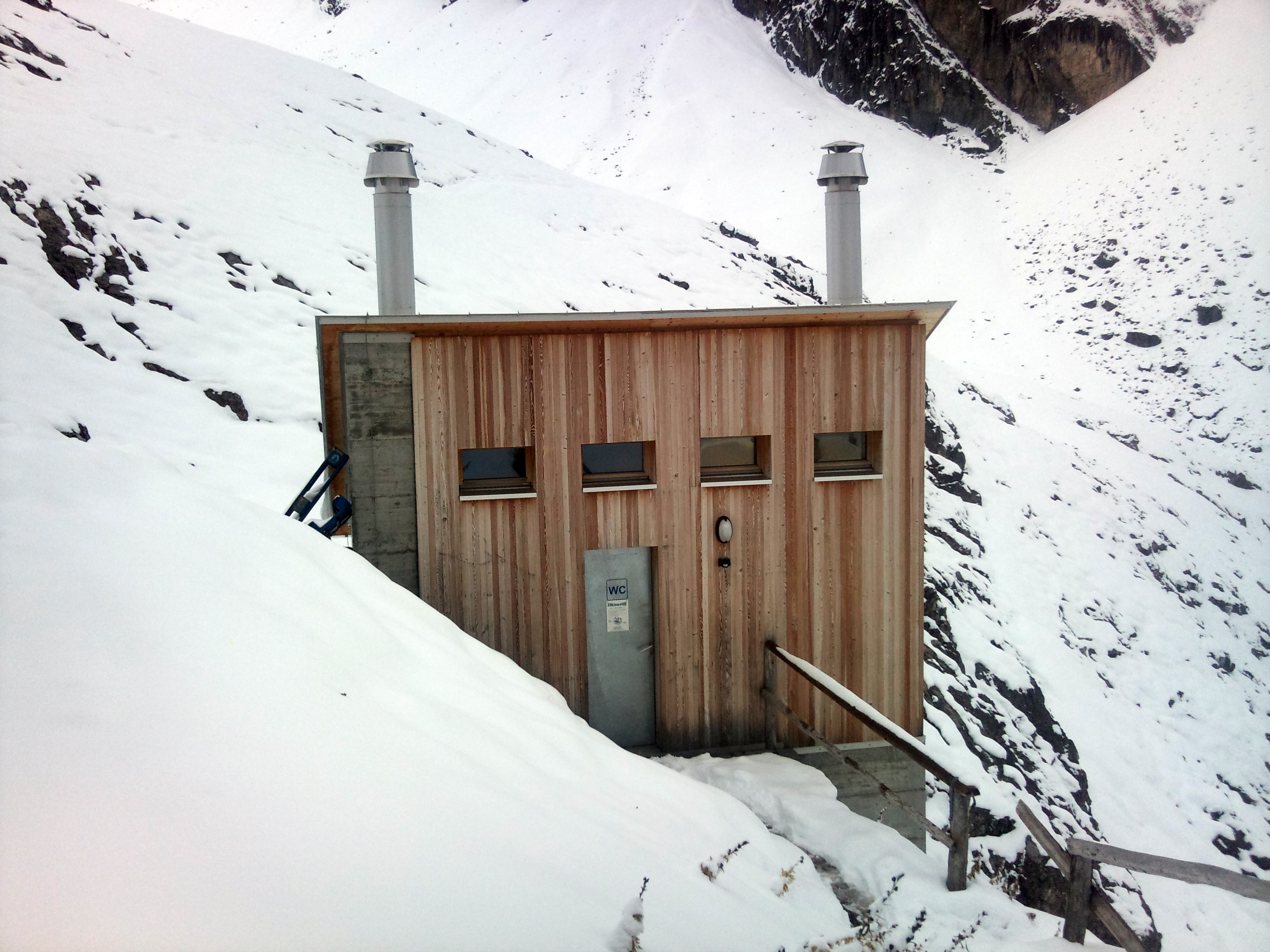
WC-Häuschen
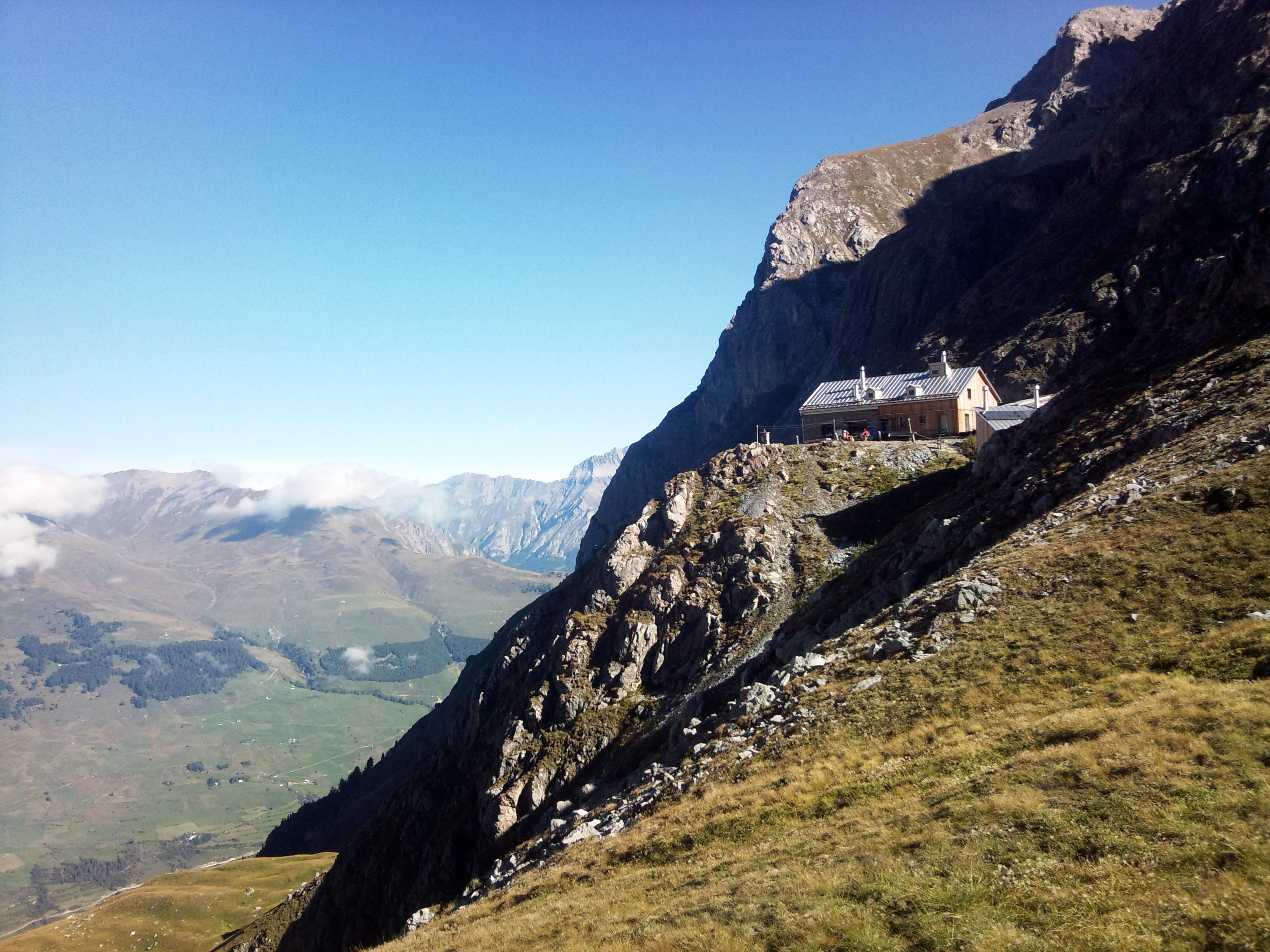
Südseite mit Felsvorsprung
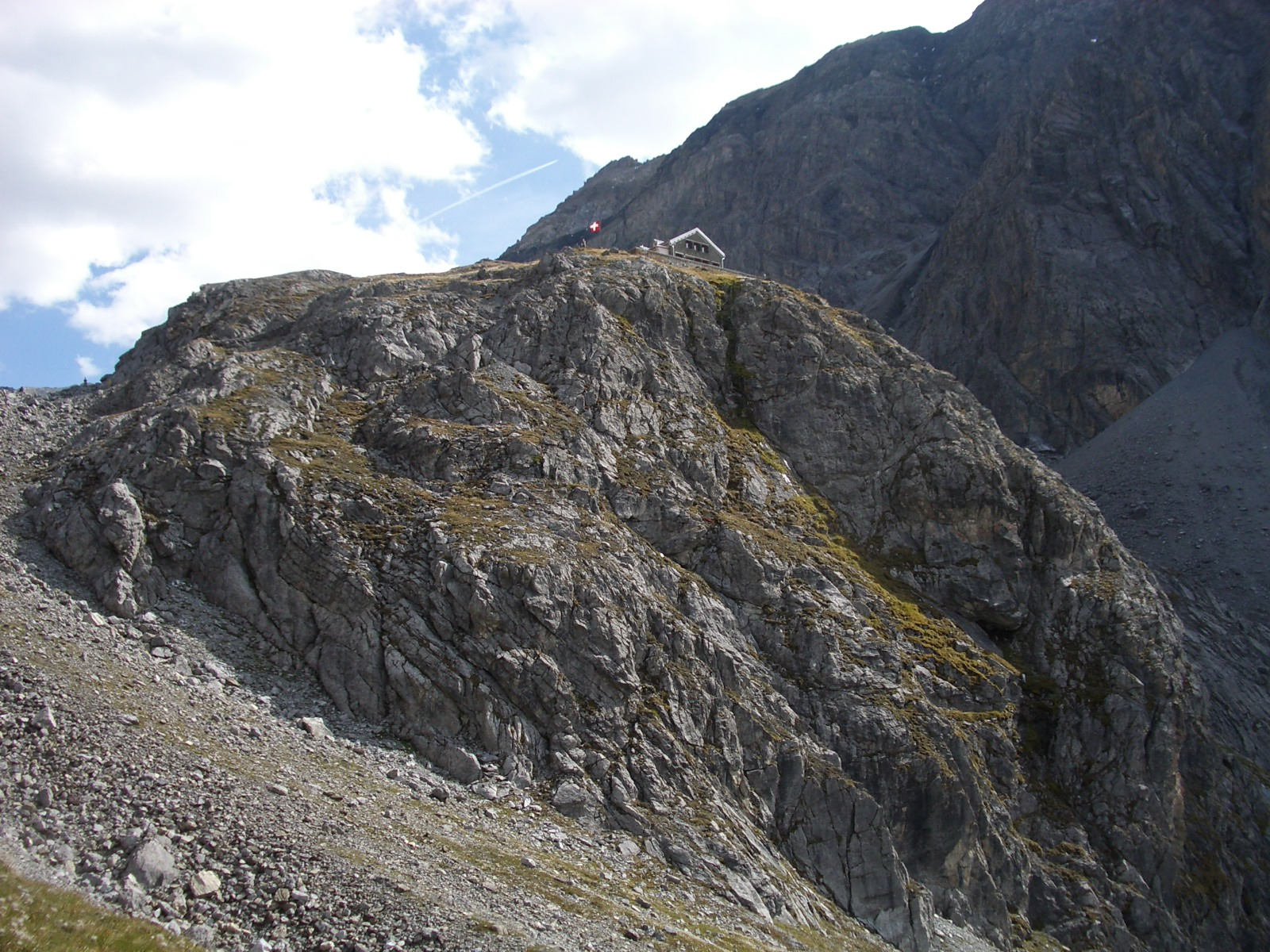
Felskopf mit Lischanahütte
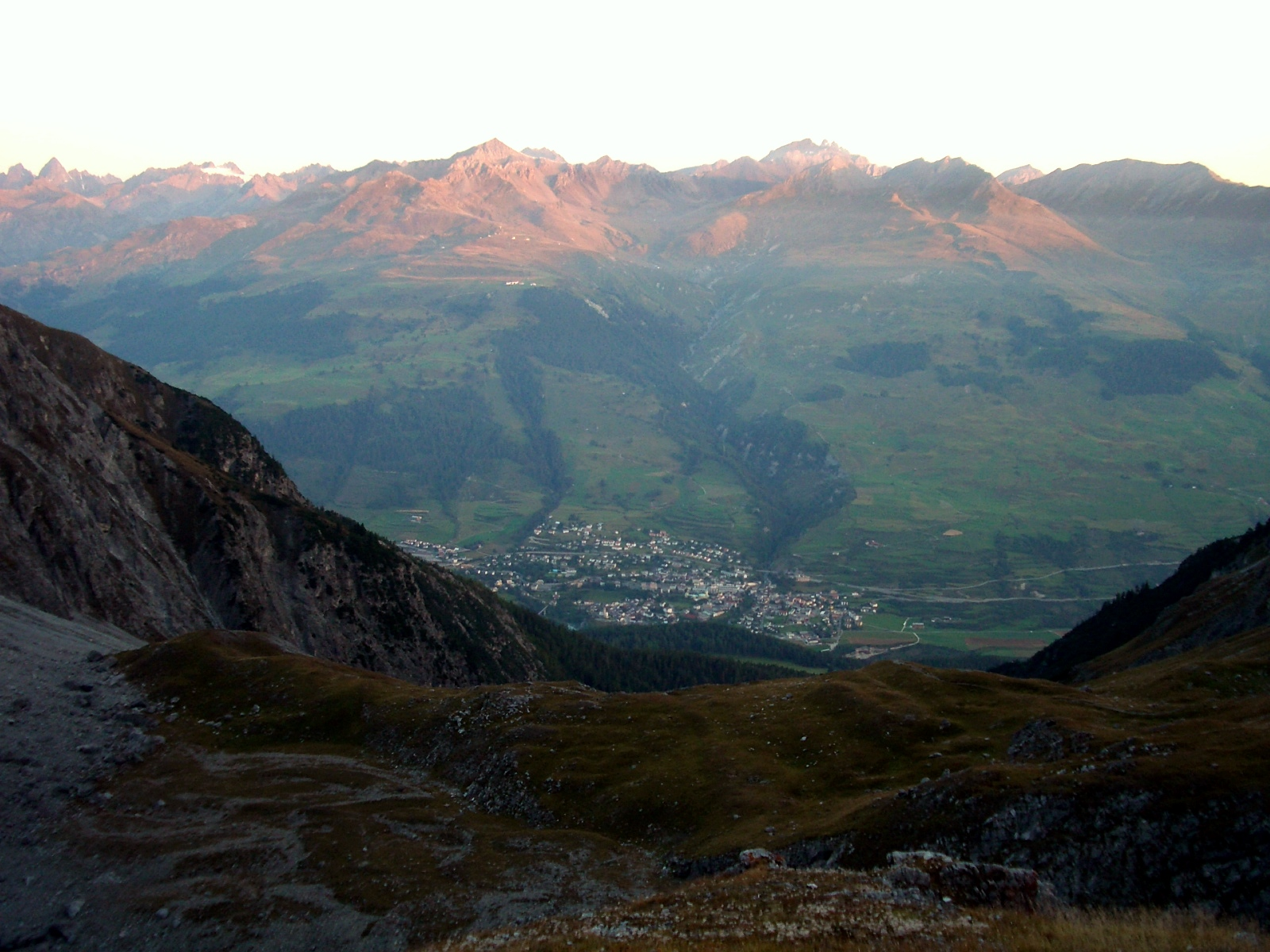
Tiefblick von der Lischanahütte auf Scuol
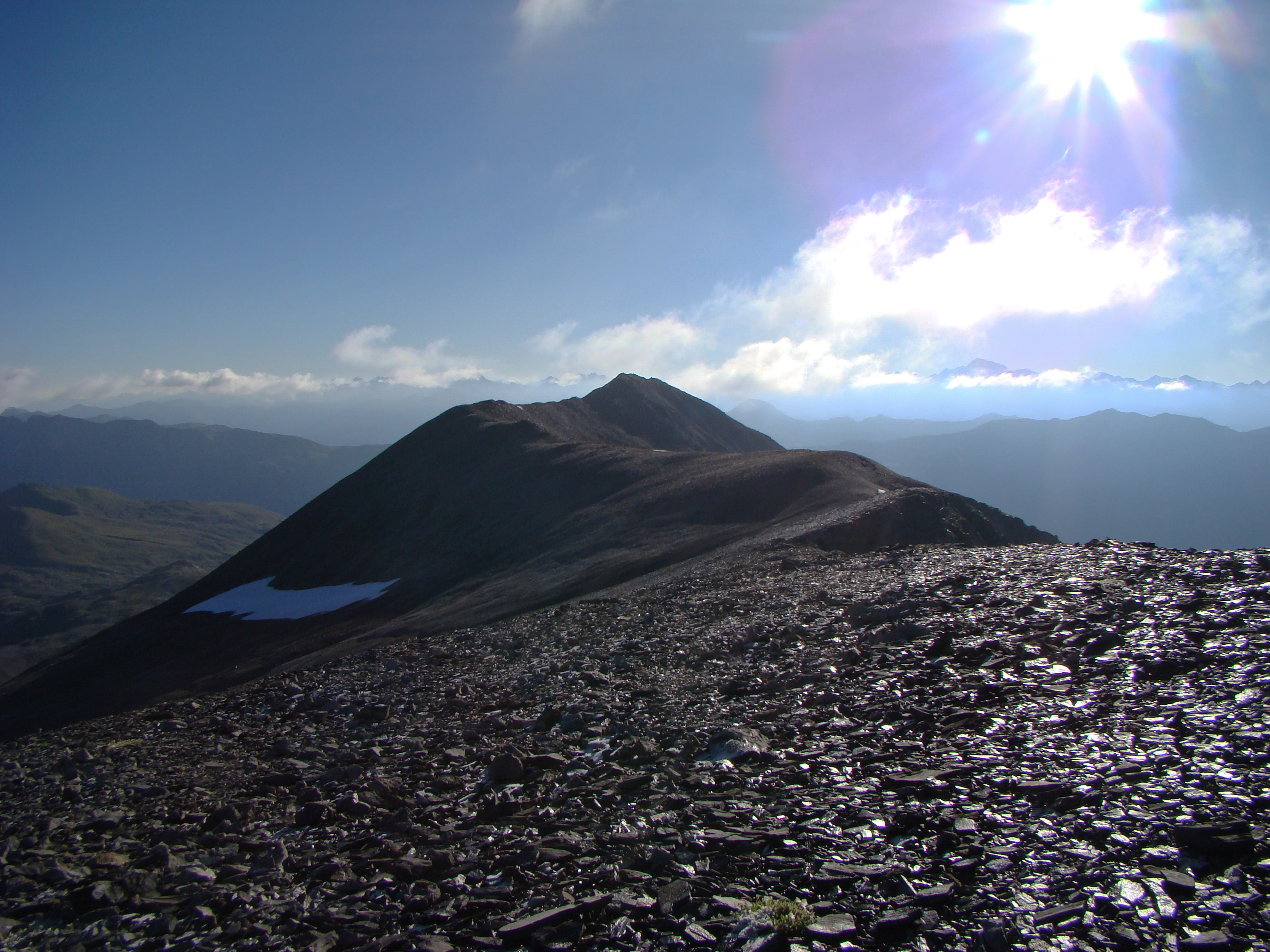
Zur Sesvennahütte des AVS über die Via senza Cunfins 3000 (Fuorcla da Rims, Lajet da Lischana, Piz d'Immez, Piz Cristanas, Piz Rims, Schadler, Fuorcla Sesvenna) in 6½ Stunden. Schwierigkeit T4.
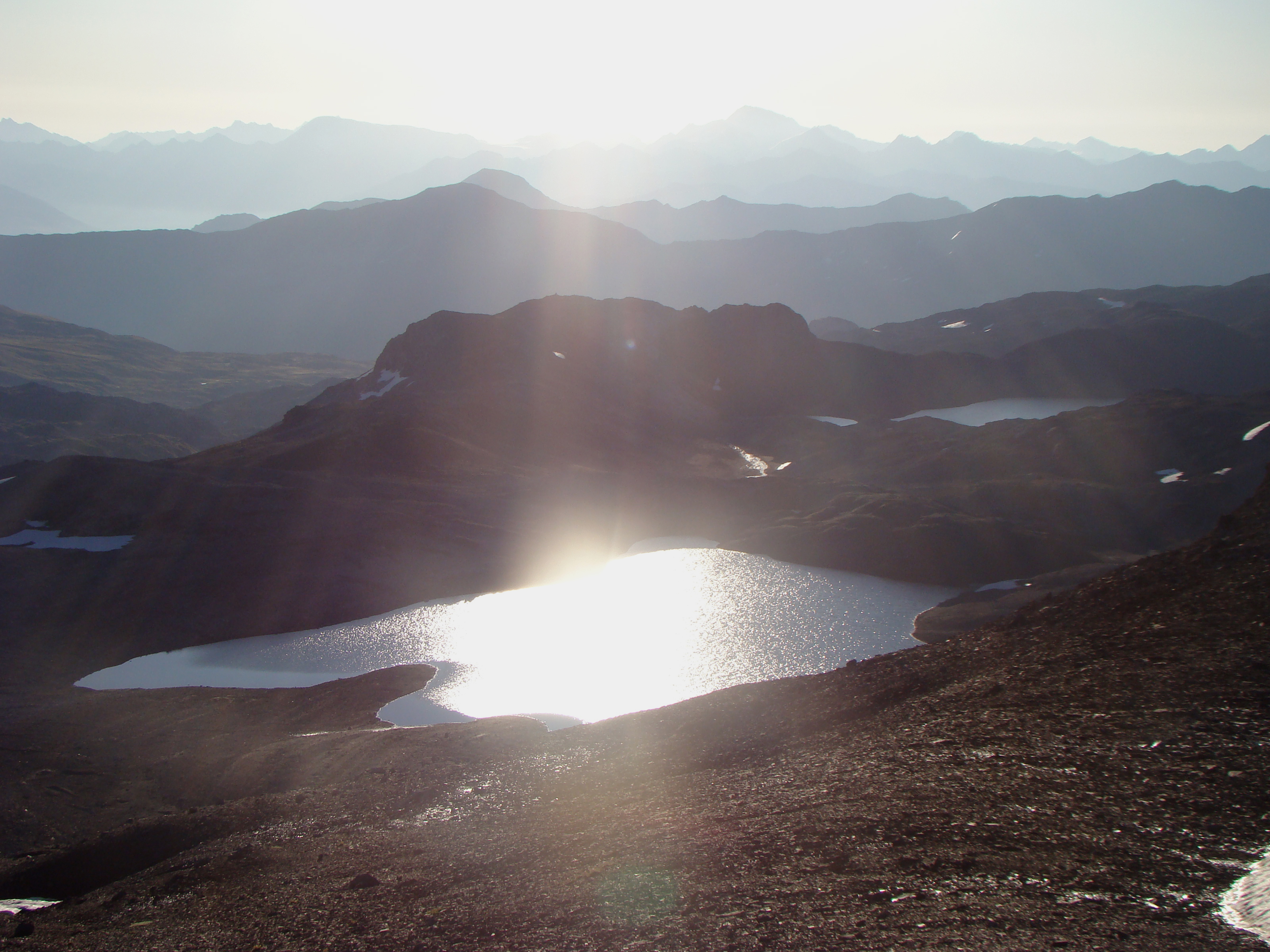
Lajet da Lischana
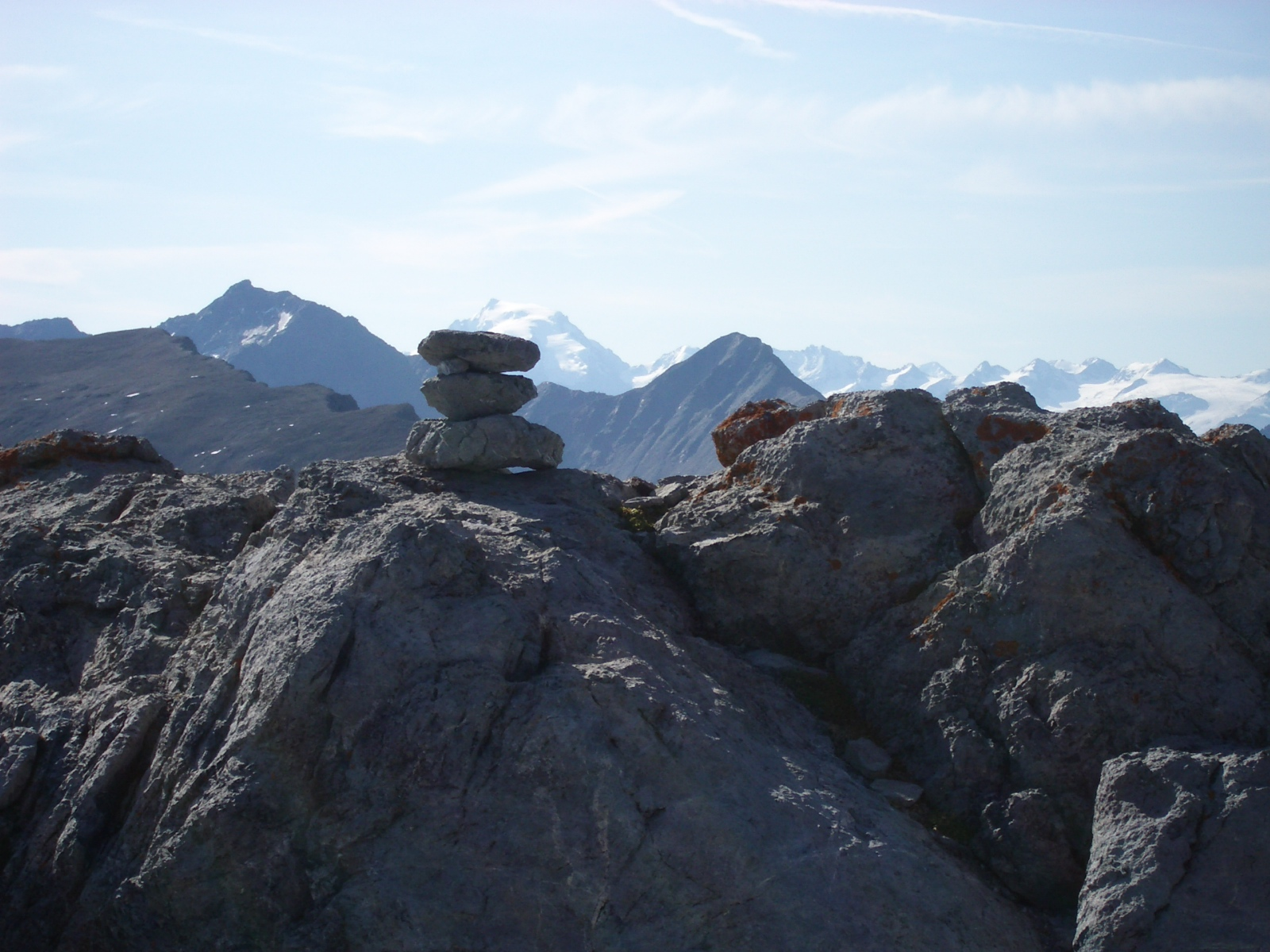
Fuorcla da Rims mit Ortler
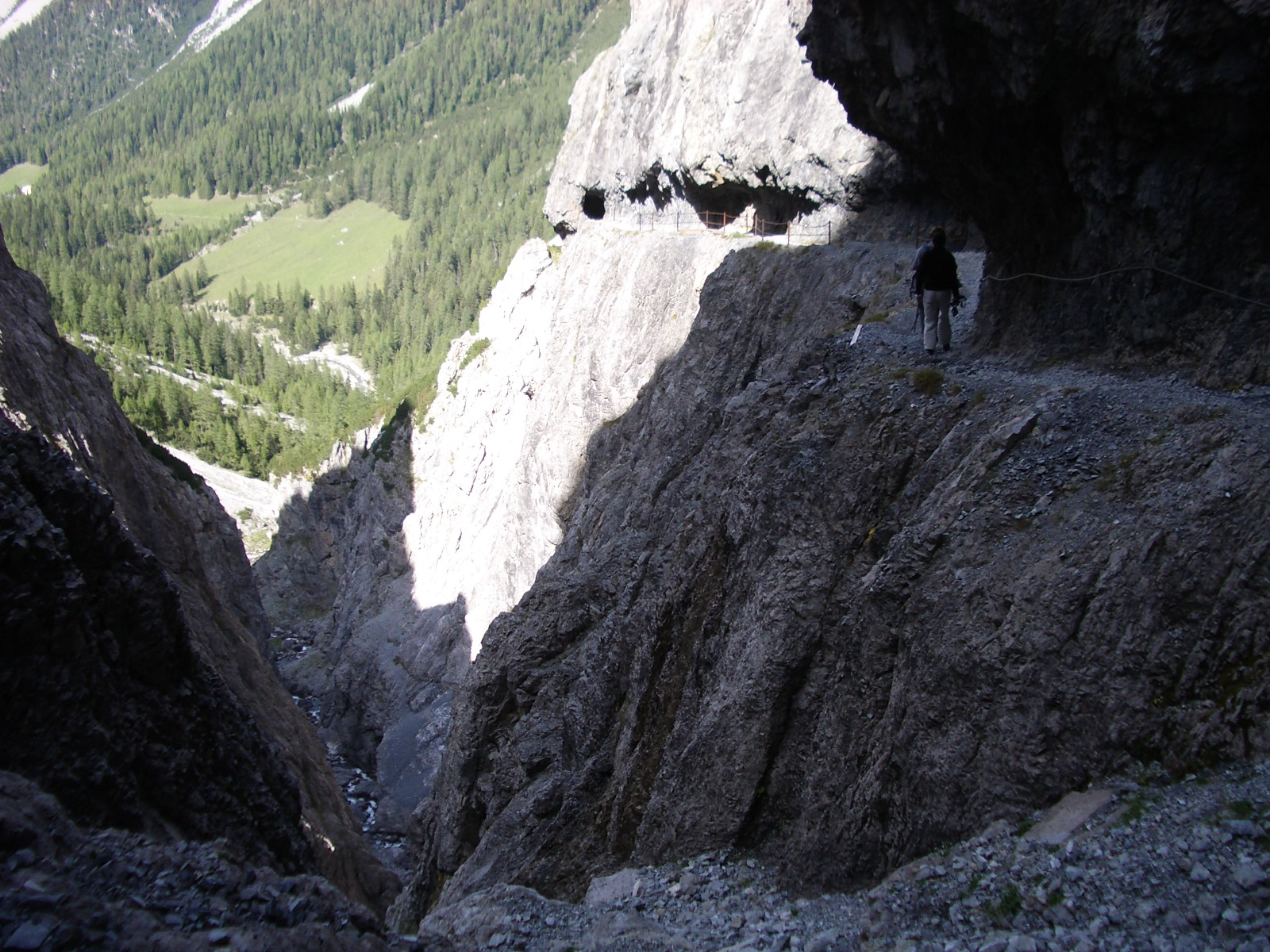
Val d’Uina

- Trittsichere und schwindelfreie Bergsteiger können die Gipfel Piz Lischana (3105 m) in 2½ Stunden und Piz d'Immez (3033 m) in 3 Stunden erreichen.
- Bei den Gipfeltouren auf Piz San Jon Dadaint (3093 m) und Piz Triazza (3043 m) handelt es sich um mittelschwere Klettertouren in teilweise brüchigem Fels.